# Fikret Arıcan
Fikret Arıcan (* 17. Juli 1911 in Istanbul; † 25. Mai 1993 ebenda) war ein türkischer Fußballspieler, -trainer und -funktionär. Durch seine langjährige Tätigkeit für Fenerbahçe Istanbul und als Eigengewächs wird er sehr stark mit diesem Verein assoziiert und von Vereins- und Fanseiten als eine der wichtigsten Persönlichkeiten der Vereinsgeschichte gesehen. So ist er einer von fünf Spielern, die namentlich in dem offiziellen Fenerbahçe-Marsch Erwähnung finden. Da 1935 mit Fikret Kırcan ein weiterer, jüngerer Spieler dieses Namens in die Profimannschaft Fenerbahçes kam, wurde Arıcan fortan Büyük Fikret (dt.: Der große Fikret) genannt – und Kırcan hieß Küçük Fikret (dt.: Der kleine Fikret). Unter diesem Namen blieb er auch nach seiner Spielerkarriere in Erinnerung. Er war als Funktionär des türkischen Fußballverbandes und als Vereinsfunktionär bzw. Manager Fenerbahçes tätig. Von 1984 bis 1986 war Arıcan Vereinspräsident von Fenerbahçe. Damit wurde ihm die Ehre teil, bei Fenerbahçe als Spieler, Trainer und Präsident tätig gewesen zu sein.

## Spielerkarriere

### Verein
Arıcans kam mit zwölf Jahren in die Nachwuchsabteilung Fenerbahçe Istanbul. Im Laufe der Saison 1927/28 wurde er auch an den Trainingseinheiten der Profimannschaft beteiligt. In dieser Saison wurde er 11. November 1927 in der Partie der İstanbul Ligi (dt. Istanbuler Liga) gegen Süleymaniye Sirkeci SK eingesetzt und gab mit diesem Spiel sein Profidebüt. Da damals in der Türkei keine landesübergreifende Profiliga existierte, existierten stattdessen in den Ballungszentren wie Istanbul, Ankara und Izmir regionale Ligen, von denen die İstanbul Ligi (auch als İstanbul Futbol Ligi genannt) als die Renommierteste galt. Während Arıcan in dieser Saison zu keinem weiteren Ligaeinsatz kam, wurde er in der Saison 1928/29 endgültig in den Profikader aufgenommen. Er eroberte sich schnell einem Stammplatz, wurde in acht von insgesamt möglichen zehn Ligaspielen eingesetzt und wurde mit seinen erzielten sechs Ligatoren der erfolgreichste Torschütze seiner Mannschaft. Sein Verein beendete die Saison mit vier Punkten weit abgeschlagen hinter dem Erzrivalen Galatasaray Istanbul als Vizemeister. Die darauffolgende Saison, die Saison 1929/30, setzte sich Arıcan mit seinem Team dieses Mal gegen Galatasaray durch und wurde vor diesem Istanbuler Meister. Damit gelang auch der erste Titelgewinn in dieser seit 1923 neu organisierten Liga.
Für Fenerbahçe spielte Arıcan bis zum Sommer 1947 und war während dieser Zeit an einigen der wichtigsten Erfolgen der Klubgeschichte beteiligt. So konnte Arıcan bis zu seinem Karriereende fünf weitere Mal mit Fenerbahçe Istanbuler Meister werden. In den Spielzeiten 1934/35, 1935/36 und 1936/37 drei Mal aufeinanderfolgend. Damit zog man mit den Erzrivalen Galatasaray gleich, welches als erste Verein drei aufeinander folgende Meisterschaften erreichte. Er war auch Teil jener Fenerbahçe-Mannschaft die in der Saison 1937 aus der Millî Küme als Sieger hervorgehen, einer Art Meisterschaftsturnier an der die Mannschaften der drei Großstädte Istanbul, Ankara und Izmir teilnahmen.
Im Sommer 1947 beendete er mit für damalige Verhältnisses ungewöhnlich hohem Alter von 35 Jahren seine Karriere.

### Nationalmannschaft
Arıcan begann seine Nationalmannschaftskarriere 1948 mit einem Einsatz im Balkan-Cupspiels gegen die bulgarische Nationalmannschaft. Bis zum Sommer 1955 absolvierte er sieben weitere Partien und erzielte dabei zwei Tore. Da ein großer Teil seiner aktiven Fußballspielerkarriere in die Zeit des Zweiten Weltkrieges gefallen war, wurden elf Jahre lang keine Länderspiele ausgetragen und Arıcan konnte seine Nationalmannschaftskarriere nur 1937 fortsetzen.
Mit der Türkischen Auswahl nahm Kırcan an den Olympischen Sommerspielen 1936 teil.

## Trainerkarriere
Arıcan arbeitete in den Jahren 1939 bis 1941 bei Fenerbahçe Istanbul als Spielertrainer. In der gleichen Funktion war er auch in den Jahren 1945 bis 1946 tätig. In der Spielzeit 1955/56 arbeitete er dann zum dritten und letzten Mal bei Fenerbahçe als Cheftrainer und war dieses Mal ausschließlich in dieser Funktion tätig und nicht zusätzlich als Spieler.

## Funktionärskarriere
Arıcan arbeitete nach seiner Spielerkarriere bei Fenerbahçe Istanbul als Vereinsfunktionär zu arbeiten und bekleidete unterschiedliche Ämter wie das Amt des Managers. Von 1984 wurde Arıcan bei Fenerbahçe zum Vereinspräsident gewählt und bekleidete dieses Amt zwei Jahre lang.

## Erfolge

### Als Spieler
Mit Fenerbahçe Istanbul
- Meister der İstanbul Futbol Ligi: 1929/30, 1932/33, 1934/35, 1935/36, 1936/37, 1943/44, 1946/47, 1947/48
- Meister der Millî Küme: 1937, 1940
- Meister der Maarif Mükafatı: 1943/44
- İstanbul-Pokalsieger: 1944/45
- Premierminister-Pokalsieger: 1943/44, 1944/45, 1945/46
- Bildungsministeriums-Pokalsieger: 1944/45, 1945/46

Mit der Türkischen Nationalmannschaft
- Teilnahme an den Olympischen Sommerspielen: 1936

### Als Trainer
Mit Fenerbahçe Istanbul
- Meister der İstanbul Futbol Ligi: 1946/47
- Meister der Millî Küme: 1940
- Meister der Maarif Mükafatı: 1943/44
- İstanbul-Pokalsieger: 1944/45
- Premierminister-Pokalsieger: 1944/45, 1945/46
- Bildungsministeriums-Pokalsieger: 1944/45, 1945/46